# Вільчинський Олександр Казимирович
Олександр Казимирович Вільчинський (нар. 2 січня 1963, с. Купчинці, Козівського району, Тернопільської області) — український прозаїк, журналіст, науковець, доцент кафедри журналістики ТНПУ ім. В. Гнатюка. Лауреат Всеукраїнського конкурсу романів та кіносценаріїв «Коронація слова 2002», володар Гран-прі і першої премії «Коронація слова 2003».

## Життєпис
Невдовзі після його народження сім'я переїхала до с. Борщівка Лановецького району. Закінчив факультет журналістики Львівського державного університету імені Івана Франка (1985).
У 1985—1990 роках працював на Одещині, у Комінтернівській районній газеті «Слава хлібороба», багатотиражній газеті «Одеський взуттьовик», обласній газеті «Комсомольська іскра», у 1989 році вступив до Народного Руху України.
На початку 1990 року переїхав до Тернополя, де працював у новоствореній газеті «Тернопіль вечірній» завідувачем відділу культури, а у 1991—1998 і 2000—2002 роках — головним редактором, займався громадсько-політичною діяльністю. У 1994—2002 роках — депутат Тернопільської міської ради. З'явився в епізоді фільму «Іван і кобила» (1992), знімання (фільмування) якого відбувалися у Тернополі. З 1992 року — член Асоціації «Нова література», з 1995 року — член Національної спілки письменників України, з 2002 року — Асоціації українських письменників, з 2016 року — українського ПЕН-клубу. Стипендіат «Gaude Polonia — 2005» (Польща), «Hawthornden Castle — 2016» (Велика Британія), «BCWT — 2017» (Швеція). Автор колонок у виданнях «RIA плюс», «20 хвилин», «Львівська газета», «День», «Вільне життя плюс», https://espreso.tv. З 2006 року викладає на кафедрі журналістики Тернопільського національного педагогічного університету ім. Володимира Гнатюка. У 2012 році захистив кандидатську дисертацію на тему «Преса Тернопільщини 1985—1991 років: структурно-змістовий аспект» в Інституті журналістики Київського національного університету ім. Тараса Шевченка, кандидат наук із соціальних комунікацій, доцент кафедри журналістики ТНПУ ім. В. Гнатюка.
Взимку 2016—2017 рр. Олександр Вільчинський записався добровольцем і воював рядовим бійцем у складі 1-ї окремої штурмової роти ДУК ПС в авдіївській промзоні.
Опублікував кілька книжок та десятки статей в українській пресі та наукових збірниках. Поряд із літературними темами активно досліджує український медіапростір, проблеми становлення національної ідентичності, формування громадянського суспільства. У 2018 році став ініціатором запровадження спеціальної відзнаки від Олександра Вільчинського "За кращий роман на воєнну тематику" на Всеукраїнському конкурсі романів та кіносценаріїв "Коронація слова". Олександр Вільчинський — "Людина року" (2021, Тернопільщина).
Дружина — Тетяна Вільчинська, доктор філологічних наук, професор кафедри української мови, декан факультету філології і журналістики ТНПУ ім. Володимира Гнатюка. Син Андрій (1987 р.н.), онук Дмитро (2014 р.н.).

## Творчість
Олександр Вільчинський — автор новел, оповідань, повістей, романів. Активно включився в літературне життя на початку 1980-х у Львові. Брав участь у літературних читаннях, підготував до друку книгу оповідань. Після закінчення університету поїхав працювати на Одещину. Одеський період знайшов відображення в оповіданні «Маслини на десерт» та повісті «День восьмий». У 1989 році в одеському видавництві «Маяк» вийшла книжка «Що скаже батько».
На думку письменника і перекладача Леоніда Кононовича, саме Олександр Вільчинський (разом з Михалком Скаліцкі) ввів в обіг сучасної української літератури і утвердив «коротку містку фразу, органічно пов'язану з цілою ритмічною структурою тексту».Кононович підсумовує це як цивілізаційно-культурний злам: «треба думати, епоха безформної кучерявої прози, притаманної соц-совмистецтву („укирсучлітратурі“)… нарешті проходить, — прозовий твір нині буде мислитись як єдність, котра організованістю дорівнює поетичному тексту».
На початку 1990-х, коли Олександр Вільчинський переїжджає до Тернополя і працює у газеті «Тернопіль вечірній», довкола редакції гуртуються молоді тернопільські письменники та поети, які невдовзі утворюють поетичне об'єднання «Західний вітер» (Гордій Безкоровайний, Віталій Гайда, Василь Махно, Борис Щавурський). Редакція започатковує літературну премію «Автограф». Проте у 1990-х з-під пера Вільчинського з'являється лише кілька оповідань («Лора», «Останні лови»), і тільки на початку 2000-х він повертається до активної літературної діяльності.
Впродовж наступного десятиліття виходять романи та повісті «Неврахована жертва», «Суто літературне вбивство», «Останній герой», «Віагра для мера», «Дерева на дахах», «Криївка», п'єса «На всі гроші». У 2012 році журнал «Сучасність» публікує новий роман Вільчинського, цього разу в жанрі антиутопії — «Льодовик».
Олександр Вільчинський — автор концепції «Тернопільська альтернатива», де означує літературний феномен, що склався на рубежі 2000-х років на Тернопільщині (домінування жанрів так званої «масової літератури» — творчість Лесі Романчук, Олексія Волкова, Сергія Ухачевського та ін.), ініціатор та упорядник книжкової серії «Український детектив» у видавництві «НК — Богдан».

## Громадська позиція
У червні 2018 року підтримав відкритий лист діячів культури, політиків і правозахисників із закликом до світових лідерів виступити на захист ув'язненого в Росії українського режисера Олега Сенцова й інших політв'язнів.
Член Українського ПЕН.

## Твори

### Новели, оповідання
- «Що скаже батько» (Одеса, «Маяк», 1989)
- «Останні лови» («Дзвін», № 10—12, 1993)
- «Стіна» («Кур'єр Кривбасу», № 61—64, 1996)
- «Дежа вю. Спроба повернення» (Тернопіль, «Джура», 2002)
- «Проскурів» (Зб. «27 регіонів України»: Харків, «Фоліо», 2012)
- «Під Конотопом» (Зб. «Історія України очима письменників»: Харків, «Фоліо», 2013)
- «Бульвар Сен-Мішель» (Зб. «Україна — Європа»: Харків, «Фоліо», 2014)
- «Маслини на десерт» (Зб. «Добрі історії. Маслини на десерт»: Харків, «Фоліо», 2015)
- «Шерлок Холмс на Форумі видавців» («Київ», № 1—2, № 3—4, 2015; Тернопіль, «НК — Богдан», 2016)
- «Дідусь Апчих та його друзі» (Тернопіль, «Видавництво Богдан», 2023)

### Романи, повісті
- «День восьмий» (журнал «Тернопіль», 1992—1994)
- «Неврахована жертва» (Тернопіль, «Джура», 2002, Тернопіль, «НК — Богдан», 2009, 2016)
- «Суто літературне вбивство» (Львів, «Піраміда», 2003; Тернопіль, «НК — Богдан», 2009, 2016)
- «Останній герой» (Львів, «Піраміда», 2004; Харків, «Фоліо», 2012) ISBN 978-966-03-5668-9
- «Віагра для мера» (Київ, «Факт», 2006; «НК — Богдан», 2019)
- «Дерева на дахах» (Харків, «Фоліо», 2010; «НК — Богдан», 2019)
- «Криївка» (Харків, «Фоліо», 2011)
- «Льодовик» («Сучасність», № 1-3, 2012; Харків, «Фоліо», 2014)
- «У степу під Авдіївкою» (Харків, «Фоліо», 2018)
- «Інші двері» (Київ, «Академія», 2021)

### Есе
- «Родинне гніздо князів Вишневецьких» (Зб. «Україна Incognita»: Київ, «Факт», 2002)
- «Переїжджаючи з півдня на північ…» (З віддалі часу з Тарасом Федюком) («Кур'єр Кривбасу» № 2, 2003)
- «Каміння Неборака» (ZBRUČ, 09.05.2022)

### П'єси
- «На всі гроші» (Комедія з елементами фарсу на дві дії; Тернопіль, «Вектор», 2016)

## Інтерв'ю, статті, колонки
- Євроатлантична інтеграція: українські акценти («День», 07.02.2004)
- Тернопільська альтернатива. На продовження розмови на одній київській кухні («Поступ», 14.04.2004, «Українська культура», № 6-7, 2004)
- Накопичення матеріалу (Інтерв'ю, «Книжковий огляд», травень 2004)
- Роль часопису «Книжник review» у формуванні книжкового ринку України: складові медіа-реальності («Книжник review», № 14—15, 2005)
- «Моя віагра з Варшави» (Інтерв'ю, «City life», № 3, 2006)
- «Тернопілля — це те середовище, що думає українською» (Інтерв'ю «Вільне життя», 09.09.2006)
- «Найкраща книга для письменника та, яка ще тільки пишеться» («Наше місто», № 3, 2007)
- Василь Левицький («Львівська газета», 26.03.2007)
- Рибальське щастя Олександра Вільчинського (Інтерв'ю «Хобі», № 5, 2007)
- «Продовжую жити серед своїх персонажів» (Інтерв'ю «Українська літературна газета», 28.03.2010)
- "Хтось «зав'язує», хтось «розв'язує…» (Інтерв'ю «Zaxid.net», 05.04.2011)
- «Мій герой — бунтівник. Чого про себе сказати не можу» (Інтерв'ю «Zik», 18.04.2011)
- «Тернопіль — комфортне місто для творчих людей» (09.09.2011)
- «Для письменника провінції не існує» (Інтерв'ю «Вільне життя», 09.09.2011)
- «Над першим детективом я працював більше двох років» Ч.1 (Інтерв'ю «Обозреватель», 16.10.2011)
- Дві Одеси (25.10.2011)
- «Хто вам сказав, що Київ не провінція?» Ч. 2. (Інтерв'ю «Обозреватель», 05.11.2011)
- «Весна 2012-го, принаймні за сюжетом „Льодовика“, настане вчасно» («Українська літературна газета», 03.01.2012)
- Про вертеп і «Жида» в ньому (Блог Василя Терещука «Третє око», 04.01.2012)
- Мої чорношкірі сусіди (25.01.2012)
- Зелень і комісари («Zaxid.net», 19.04.2013)
- Чужий серед своїх («Soroka.ternopil.ua», 16.08.2013)
- «Моїй Музі не позаздриш» («Львів Тернопіль щоДенно», 13.09.2013)
- Серіал («Газета по-українськи», 06.05.2014)
- "Майбутній український Гемінгвей зараз воює із окупантами на Донбасі. Письменник Олександр Вільчинський про свою домашню бібліотеку і літературні проекції збройного конфлікту на сході (Інтерв'ю «День», 25-26.07.2014)
- Тернопільський письменник Олександр Вільчинський: «Успіх — це коли письменника репресують» («Тернопільська липа», 04.03.2016)
- «Старі дерева у місті — це все мої друзі, — Олександр Вільчинський» («Погляд», 10.10.2016)
- «Перша штурмова» («Обозреватель», 28.01.2017)
- «Письменник Олександр Вільчинський: «Гібридна війна, гібридне перемир’я…» (Інтерв'ю «Галас», 07.02.2017)
- «В степу під Авдіївкою. Фронтові замальовки» («Вільне життя», 08.02.2017)
- «Наша Авдіївка. Приватна урбаністика» («Український тиждень», 10.03.2017)

## Аудіо
- Аудіокнига «Суто літературне вбивство». Читає Павло Женченко.

## Відео
- «Дежа вю Олександра Вільчинського» — You Tube.
- Олександр Вільчинський «Льодовик» — You Tube.
- TV-4 Олександр Вільчинський презентував свій роман-антиутопію «Льодовик» (tv4.te.ua)
- Олександр Вільчинський — «Останній герой» — YouTube. www.youtube.com/watch?v=lkcWMxwNyzY

## Рецензії
- П. Сорока. Історія героя нашого часу, або лихо з розуму бомжа Мефодія («PostПоступ», квітень 1994)
- Михаїл Штан. Ті, хто читав («Сучасність», № 7—8, 1994)
- Чи кожне повернення є справжнім? Євген Баран.
- Перший детектив про Тернопіль («20minut.ua», 10.12.2002)
- Н. Сняданко. Олександр Вільчинський. Суто літературне вбивство («Львівська газета», 05.11.2003)
- «Файне місто Тернопіль». Дерева на дахах («Друг читача», 09.06.2011)
- Т. Дігай. Тернопіль ретро, або Навздогін сонцю (26.10.2011)
- Гра у повстанців («Друг читача», 25.10.2012)
- Гнат Хмельницький. Олександр Вільчинський. «Криївка» (17.01.2013)
- Т. Дігай. Гра в пазли. Льодовик: антиутопія (24.10.2017)
- Т. Дігай. Всі думають, що прийде час, а час тільки проходить. «Інші двері» (червень 2021)
- Т. Дігай. «Всі жанри добрі, крім нудного» Олександр Вільчинський. Дідусь Апчих та його друзі: казкові повісті.

Тернопіль: Видавництво Богдан, 2023. іл. Володимир Якубовський. 72 с.
http://bukvoid.com.ua/reviews/books/2023/11/02/135115.html